# Ahaetulla
Ahaetulla es un género de serpientes de la familia Colubridae y subfamilia Colubrinae. Incluye ocho especies que se distribuyen por Asia desde la India hasta Corea y en numerosas islas de la zona. 

## Especies
Se reconocen a las siguientes especies:
- Ahaetulla anomala (Annandale, 1906)[2]
- Ahaetulla dispar (Günther, 1864)
- Ahaetulla fasciolata (Fischer, 1885)
- Ahaetulla fronticincta (Günther, 1858)
- Ahaetulla longirostris Mirza, Pattekar, Verma, Stuart, Purkayastha, Mohapatra & Patel, 2024[3]
- Ahaetulla mycterizans (Linnaeus, 1758)
- Ahaetulla nasuta (Bonnaterre, 1790)
- Ahaetulla perroteti (Duméril & Bibron, 1854)
- Ahaetulla prasina (Boie, 1827)
- Ahaetulla pulverulenta (Duméril & Bibron, 1854)